# Bruce Chatwin
Charles Bruce Chatwin, född 13 maj 1940 i Sheffield, South Yorkshire, död 18 januari 1989 i Nice, Alpes-Maritimes, var en brittisk författare, reseskildrare och vagabond.

## Biografi
Chatwin föddes i Sheffield men kom först att växa upp i morföräldrarnas hus i närbelägna Dronfield i Derbyshire. I sin tidiga barndom, under krigsåren, flackade Chatwin och hans mor runt bland släktingar på den engelska landsbygden, medan hans far tjänstgjorde i flottan. Bland annat bodde de hos två mostrar i Stratford-upon-Avon, där han i tidig ålder fick uppleva större delen av Shakespeares verk uppförda på stadens teater. Sin huvudsakliga utbildning fick Chatwin på den berömda privatskolan Marlborough. Efter skolan började han studera till arkitekt, men hoppade snabbt av och började i stället som vaktmästare på auktionshuset Sotheby's, där han på bara några år arbetade sig upp till att bli företagets avdelningschef för, och främsta expert på, impressionistisk konst. Här träffade han också sin blivande hustru Elizabeth Chanler, som han gifte sig med vid 25 års ålder. De separerade dock 15 år senare.
Efter att ha arbetat några år på Sotheby's drabbades Chatwin av vad som verkar ha varit en psykosomatisk ögonåkomma. Han slutade då sin tjänst, reste ett tag i Sudan, och bestämde sig sedan för att läsa till arkeolog vid universitetet i Edinburgh. Han tröttnade dock snabbt på detta, men hann med att göra exkursioner till bland annat Afghanistan och Afrika, något som väckte hans intresse för nomadfolk och deras levnadssätt.
1973 började han arbeta för veckotidningen Sunday Times Magazine som skribent och expert på konst och arkitektur. Därmed fick han möjlighet att resa över hela jorden och skriva artiklar om så vitt skilda saker som Kinesiska muren och algeriska arbetsinvandrare och intervjua personer som Nadezhda Mandelstam och André Malraux.
Vid ett tillfälle intervjuade Chatwin den då 93-åriga arkitekten och designern Eileen Gray i hennes Paris-lägenhet, då han fick syn på en karta över Patagonien som hon hade målat. Chatwin nämnde att han alltid hade velat resa till Patagonien, vilket även Gray hade haft som dröm. Hon uppmanade honom att resa, vilket han nästan omedelbart gjorde. I samband med detta skickade han ett telegram till Sunday Times-redaktionen med det enkla budskapet "Har rest till Patagonien." som sedermera blev mycket berömt.
De sex månader han kom att tillbringa i Patagonien blev till en bok, reseskildringen I Patagonien, som blev Chatwins genombrott som författare. Senare fortsatte han att skriva en mängd böcker, ofta i form av reseskildringar, men även ren fiktion. Hans sista bok, Kaspar Utz, är en skildring av samlandets psykologi.
Chatwin smittades av HIV. Han reagerade inte på AZT, som då var den enda verksamma bromsmedicinen, och utvecklade så småningom AIDS. Tillsammans med hustrun, som han återförenades med i slutet av sitt liv, flyttade Chatwin till Rivieran för att leva sina sista dagar i stillhet. Han avled 48 år gammal.